# La Salle capitulaire au musée des Augustins
La Salle capitulaire au musée des Augustins ou La Chapelle Notre-Dame de Pitié est une peinture à l'huile de l'artiste toulousain Antoine-Marie Roucole. L’œuvre peinte en 1894 et signée par son auteur, est conservée dans les réserves du musée des Augustins à Toulouse. 

## Historique de l'œuvre
Le tableau a été peint en 1894 par Antoine-Marie Roucole, artiste toulousain, qui a suivi le cursus académique de l'artiste du XIXe siècle. Il étudie d'abord à l'École des Beaux-Arts de Toulouse, puis suit les cours d'Alexandre Cabanel aux Beaux-Arts de Paris de 1871 à 1875. Il retourne à Toulouse pour enseigner à l'École des Beaux-Arts en proposant une méthode d'apprentissage du dessin. C'est le 19 septembre 1942 que mademoiselle Roucole décide de faire don du tableau au musée des Augustins en hommage à son père.
Le tableau a été exposé dans la salle capitulaire du musée en 2014 pour être présenté par le conservateur des peintures dans le cadre d'une conférence "l’œuvre du mois". 
Le tableau a été rentoilé deux fois. La restauration de 2011 a mis en évidence la fragilité du vernis qui s'oxyde et se dissout de manière irrégulière ainsi que des soulèvements traités à la spatule chauffante.

## Description
Le tableau est une vue intérieure de la salle capitulaire du Musée des Augustins. Le peintre a saisi un moment dérobé : deux jeunes femmes sont en train de copier les gisants gothiques sous la surveillance d'un gardien. Elles font face à un tableau célèbre du peintre Rubens, Le Christ entre les deux larrons, qui appartient aux collections du musée, devant lequel est disposée une boite de peinture ouverte. Le tableau nous donne une vue exceptionnelle de cette salle avant les restaurations du XXe siècle.  La salle capitulaire conserve encore un style médiéval avec les voûtes gothiques à croisée d'ogives et les chapiteaux romans. Les fenêtres à caissons médiévales permettent au peintre de travailler les effets de lumière.

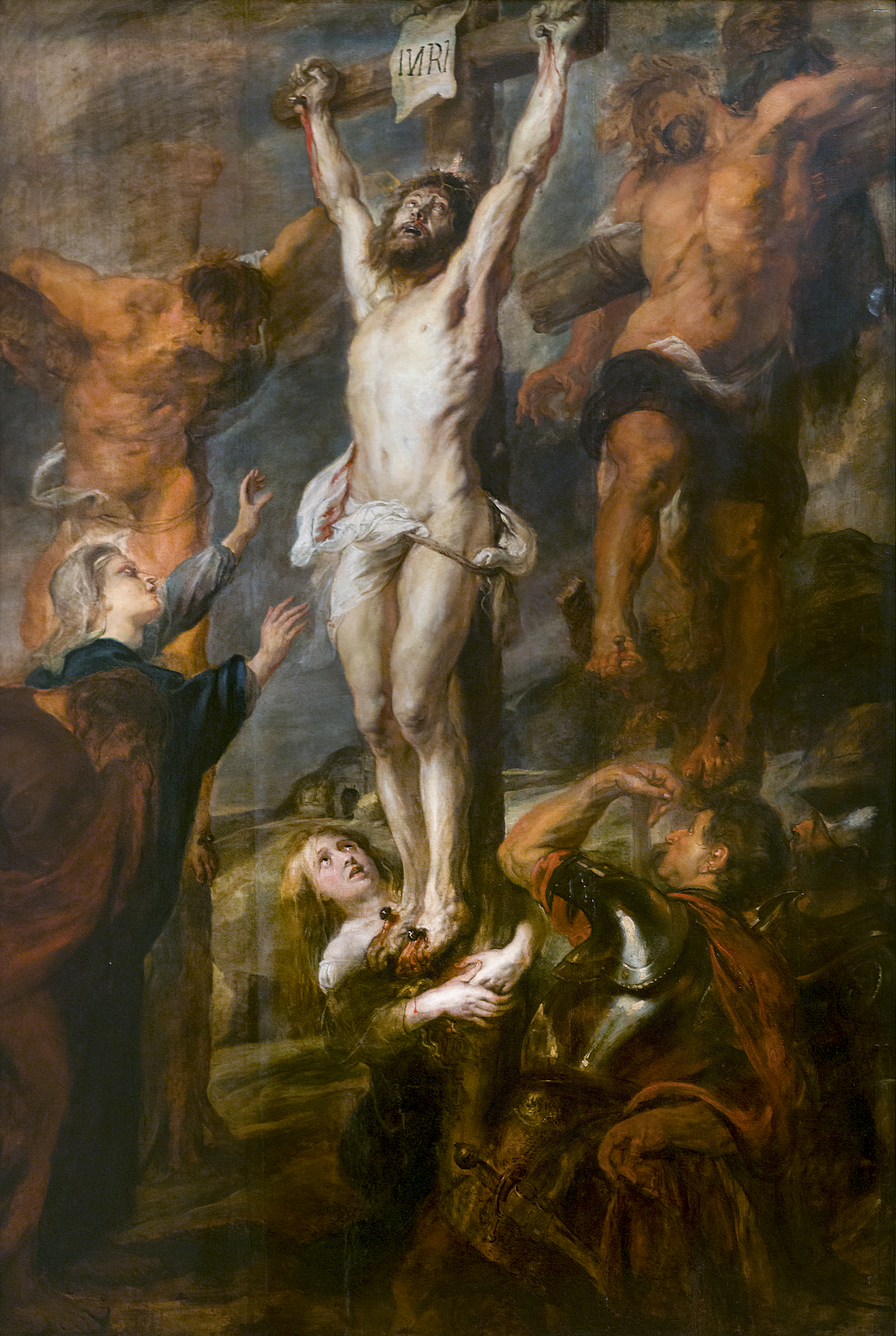
Peter Paul Rubens, Le Christ entre les deux larrons, Musée des Augustins Toulouse.

## Contextes
Au XIXe siècle, les vues de salles de musées deviennent un véritable genre pictural. On trouve des représentations des salons du Louvre et des Petits-Augustins. Ce thème peut également rappeler les travaux d'Hubert Robert au XVIIIe siècle qui s'intéressait à la représentation de l'architecture en peinture et qui consacra notamment neuf toiles au projet d'aménagement de la grande galerie au Louvre. Ainsi le genre de la vue intérieure et le thème des copistes sont très fréquents au XIXe siècle comme le montrent les tableaux 'Au Louvre du peintre Étienne Azambre peint en 1894 ou Vue du Salon carré au Louvre  d'Alexandre Jean-Baptiste Brun. Il faut souligner que le XIXe siècle est un moment important pour les musées et la mise en valeur du patrimoine national. C'est à ce moment-là qu'ils font l'acquisition de collections venant d’Égypte ou de Grèce mais aussi de découvertes locales qui permettent la création ou l'enrichissement de musées plus petits.

## Analyse

### Choix du sujet
L'intérêt de ce tableau réside essentiellement dans le témoignage muséographique et sociologique qu'il apporte. En effet, on a ici une vue du musée après le percement en 1823 des murs entre les trois salles capitulaires et on peut visualiser l'aménagement muséographique de l'époque. Les différents plans sont rythmés par les gisants et les arcades laissent apercevoir le jardin du cloître. Mais au-delà de l'importance documentaire du tableau pour la muséographie, Antoine-Marie Roucole nous donne aussi une vision sociologique du musée au XIXe siècle en représentant le gardien et des copistes dans leurs activités quotidiennes. La vue du musée devient un genre et s'inscrit dans des thèmes tels que les intérieurs de palais ou d'églises.

### Réalisation de l’œuvre
Le peintre utilise des aplats réguliers et des petites touches juxtaposées laissant voir la préparation. Les effets lumineux notamment sur les arcades sont produits par un retour sur la peinture, il revient gratter la couleur pour révéler la préparation claire du tableau. La couleur ici joue un rôle important, le bleu sur les colonnes permet aussi d'accentuer les effets de lumière même si la peinture reste très académique.